# Loài chủ chốt

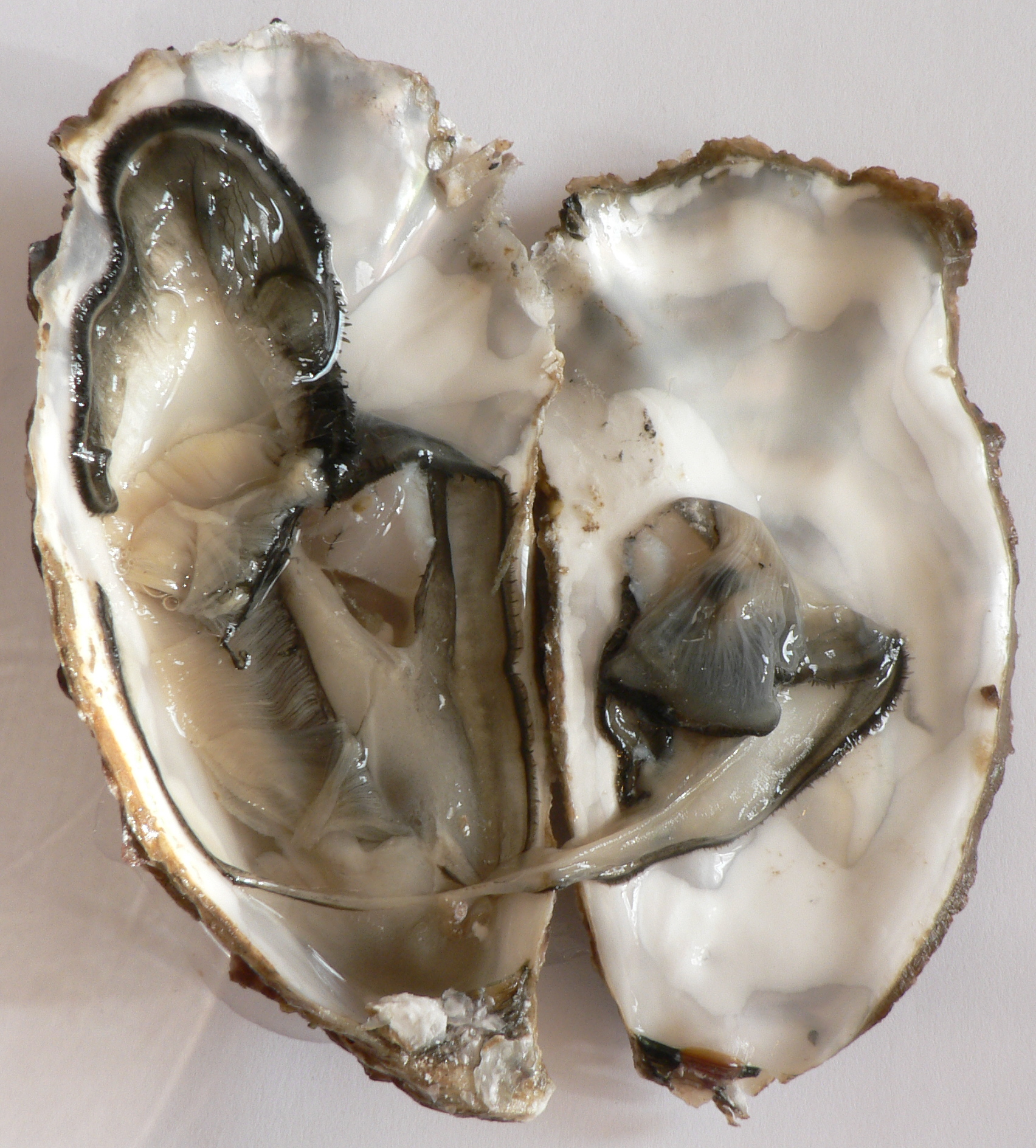
Hàu, một loài chủ chốt quan trọng

Trong sinh thái học, loài chủ chốt  là một loài sinh vật có ảnh hưởng lớn đến môi trường tự nhiên của mình ở mức độ không cân xứng với số lượng cá thể của loài đó. Các loài chủ chốt có vai trò quyết định trong việc duy trì tính đa dạng sinh học và sự ổn định của một quần xã trong hệ sinh thái. Ví dụ trong rừng nhiệt đới hoặc trên Savan, thì loài chủ chốt thường là vật săn mồi như hổ,  sư tử, báo. Trong một số hệ sinh thái dưới nước, hàu là  một loài chủ chốt, chúng lọc nước và thanh lọc hệ sinh thái. Lạc đà là loài chủ chốt trên thảo nguyên Pagotania ở Nam Mỹ vì cung cấp thức ăn cho một loạt loài ăn thịt, tương tự, cá hồi Thái Bình Dương là loài chủ chốt của hệ sinh thái đảo Vancouver.
Thuật ngữ này có nguồn gốc từ tiếng Anh là keystone species được nhà động vật học người Mỹ là Robert T. Paine đề xuất vào năm 1969. Ông dùng từ "keystone" (viên đá đỉnh vòm) bắt nguồn từ thực tiễn xây dựng xa xưa là một vòm cửa đá hoặc vòm cầu đá toàn sử dụng những viên đá xếp lại, mà không có chất kết dính gì, thì viên đá hình nêm xếp sau cùng ở đỉnh vòm gọi là viên đá đỉnh vòm, duy trì cấu trúc của toàn bộ, nếu dỡ bỏ đá đỉnh vòm thì cả cấu trúc bị sụp đổ.

## Đại cương

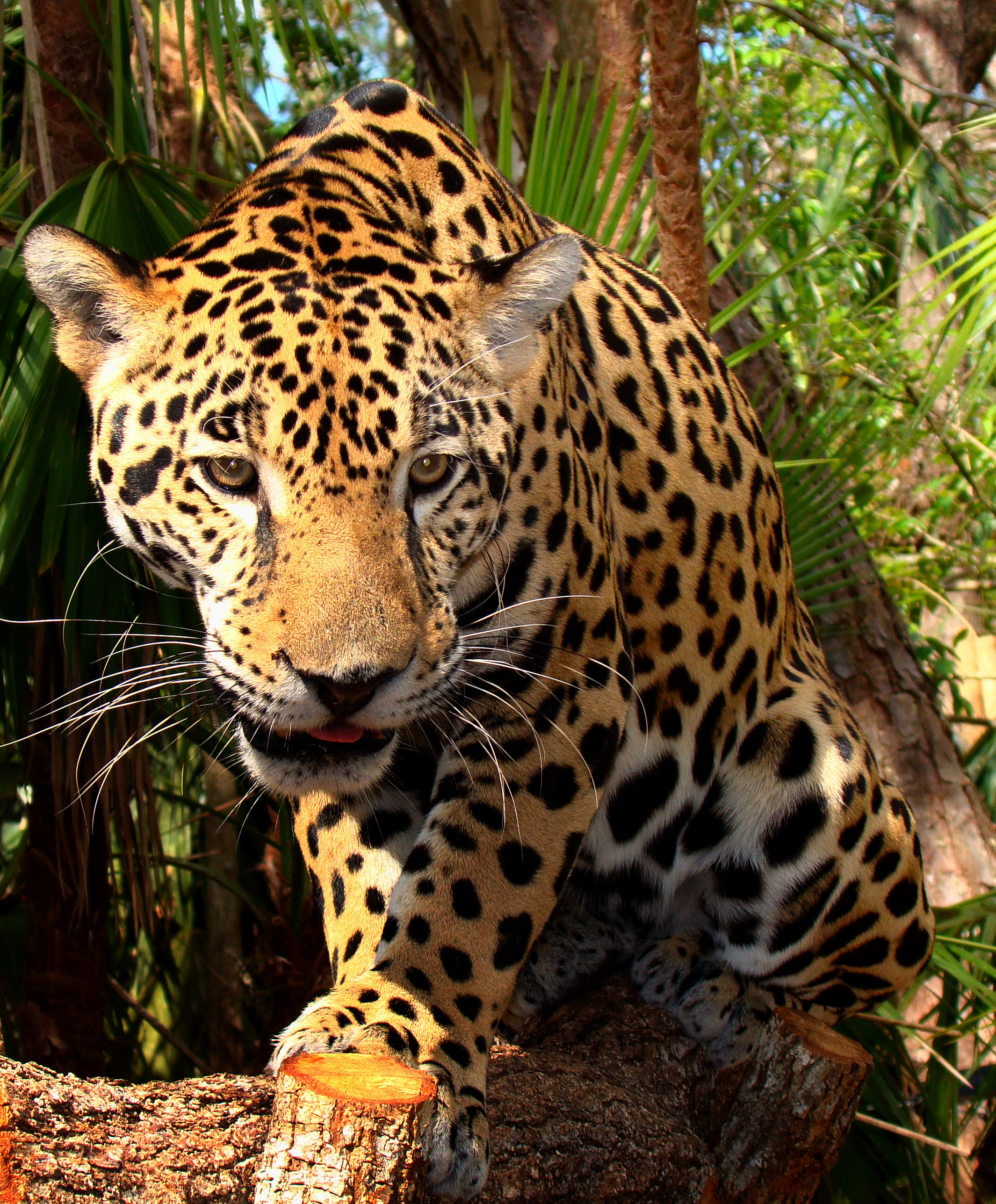
Panthera onca là một loài chủ chốt ở một khu rừng.

Tảng đá đỉnh vòm nếu bị dỡ bỏ, thì cả cổng đá sụp đổ.

Loài chủ chốt có thể được xem như một sinh vật sản xuất cung cấp nguồn thức ăn dồi dào cho một chuỗi sinh vật tiêu thụ hay nói cách khác, chúng là con mồi để duy trì sự cân bằng giữa một số loài trong tự nhiên. Vai trò của loài chủ chốt là đảm bảo sự đa dạng của quần xã, ví dụ như các loài hàu hay Sao biển chiếm vai trò quan trọng trong suốt sinh thái học và sinh học. Sao biển, chẳng hạn như sao biển Pisaster ochraceus đã trở thành phổ biến rộng rãi như các ví dụ về khái niệm loài chủ chốt trong hệ sinh thái.
Ở một số loài ăn thịt, khi còn loài chủ chốt, các loài động vật khác bị khống chế số lượng và cùng tồn tại, giảm cạnh tranh, có thể lấy ví dụ là loài hổ mà đặc biệt là hổ Đông Dương, hổ giúp điều chỉnh số lượng các loài thú ăn cỏ có kích thước lớn, mà các loài thú ăn cỏ này đã tạo ra một sức ép lên quần thể thực vật, bởi vì chúng là loài động vật ăn thịt cao nhất trong chuỗi thức ăn, được xem như là loài chủ chốt.
Ở một góc độ khác, loài chủ chốt đôi khi được hiểu là loài đóng vai trò là trung gian gây ra sự lây lan cho một bệnh dịch nào đó. Chẳng hạn như động vật hoang dã và động vật nuôi là những loài chủ chốt gây ra bệnh Zoonotic từ những sinh vật không rõ trước đây, có thể xuất hiện trong con người. Nghĩa rộng của thuật ngữ này dùng để chỉ về những loài chủ lực, có giá trị trong quá trình chăn nuôi, nhất là chăn nuôi động vật hoang dã